# 익산평택고속도로지선
익산평택고속도로지선(益山平澤高速道路의支線, 고속국도 제173호선)는 경기도 평택시 현덕면을 기점으로, 평택시 포승읍을 종점으로 하는 대한민국의 고속도로이자 익산평택고속도로의 지선이다.

## 개요
안중 나들목에서 시작되는 익산평택고속도로와 인근을 지나는 서해안고속도로 사이의 연계를 위해 지어진 고속도로이다.

## 역사
- 2018년 1월 12일 : 경기도 평택시 현덕면 권관리 ~ 포승읍 희곡리 구간을 고속국도 제173호선 익산평택고속도로의지선(익산 ~ 평택선의 지선)으로 지정[1]
- 2019년 12월 6일 : 평택 ~ 부여 ~ 익산(서부내륙)고속도로 민간투자사업 실시계획 승인 및 고속도로 신설을 위해 전라북도 익산시 왕궁면 구덕리 ~ 경기도 평택시 포승읍 내기리 137.7 km 구간 도로구역 결정[2][3]
- 2024년 12월 10일: 개통[4]

## 나들목 · 분기점
- TG는 요금소 (tollgate), SA는 휴게소 (Service Area)를 뜻한다.
- 거리의 단위는 km이다.

- 번호는 진출입교차점 (IC 및 JC) 번호를 말하고, TG는 요금소 (tollgate)를 뜻한다.
- 거리의 단위는 km이다.

| 번호                         | 이름                         | 로마자 이름                  | 구간 거리                    | 누적 거리                    | 접속 노선                    | 소재지                       | 소재지                       | 비고                         |
| 17호선 익산평택고속도로 직결 | 17호선 익산평택고속도로 직결 | 17호선 익산평택고속도로 직결 | 17호선 익산평택고속도로 직결 | 17호선 익산평택고속도로 직결 | 17호선 익산평택고속도로 직결 | 17호선 익산평택고속도로 직결 | 17호선 익산평택고속도로 직결 | 17호선 익산평택고속도로 직결 |
| ---------------------------- | ---------------------------- | ---------------------------- | ---------------------------- | ---------------------------- | ---------------------------- | ---------------------------- | ---------------------------- | ---------------------------- |
| 14                           | 현덕 분기점                  | Hyeondeok JC                 | -                            | 0.00                         | 17호선 익산평택고속도로      | 경기도                       | 평택시                       |                              |
| 15                           | 포승                         | Poseung                      |                              |                              | 국도 제38호선 (서동대로)     | 경기도                       | 평택시                       |                              |
| 16                           | 포승 분기점                  | Poseung JC                   |                              |                              | 15호선 서해안고속도로        | 경기도                       | 평택시                       |                              |

## 주요 통과지
경기도
- 평택시 (현덕면 · 포승읍)

## 같이 보기
- 익산평택고속도로
- 서부내륙고속도로